# 3. tisíciletí př. n. l.

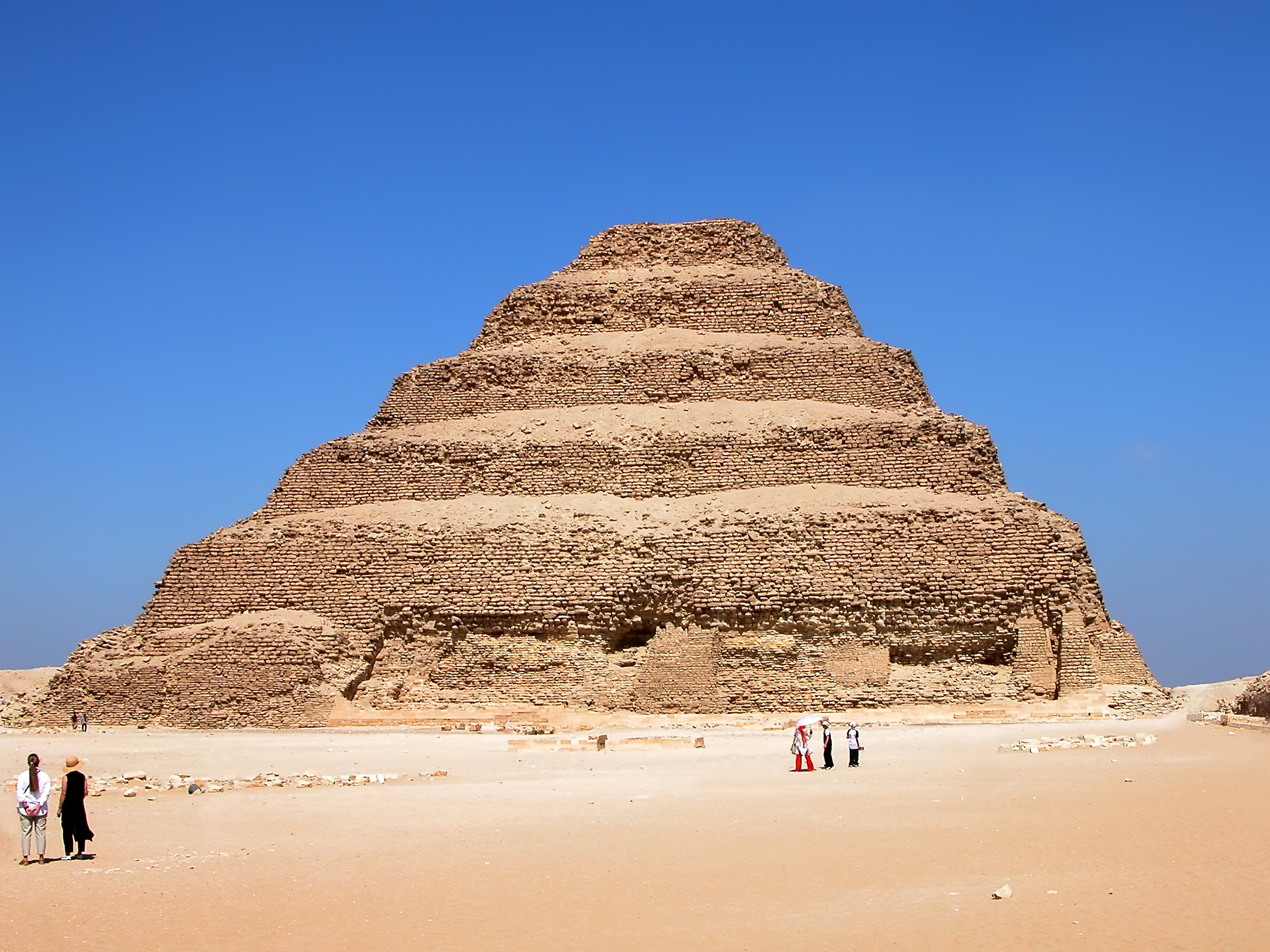
Stupňovitá pyramida faraona Džosera vystavěná v Sakkáře okolo roku 2600 př. n. l.

3. tisíciletí př. n. l. zahrnuje období rané a střední doby bronzové. Jde o období rozmachu imperialismu (snahy o růst říší), projevuje se hlavně v městských státech na Středním východě, ale i po celé Eurasii, například v expanzi Indoevropanů do Anatolie, Evropy a Střední Asie. V Egyptě v této době nastává vrcholné období Staré říše. V průběhu tisíciletí se světová populace opět zdvojnásobila až na asi 30 milionů lidí. Domácí zvířata jako hlavní předpoklad zemědělského nadvýrobku, vznikající třídní společnosti, vykořisťování člověka člověkem a vzniku státu. Zvířata jako bojový prostředek – jako spřežení bojových vozů, jezdecká zvířata, psi vycvičení k lovu lidí, váleční lvi atd. Chování slonů, nosorožců, onagerů, jelenů, krokodýlů, jeřábů, hus, kachen atd.

## Události
- Někdy na počátku tohoto tisíciletí vzniká kykladská civilizace v Egejském moři a heladská civilizace v pevninském Řecku.